# 내가 인기 없는 건 아무리 생각해도 너희들 탓이야!
《내가 인기 없는 건 아무리 생각해도 너희들 탓이야!》 또는 《내가 인기 없는 건 아무리 생각해도 너희들이 나빠!》(일본어: 私がモテないのはどう考えてもお前らが悪い! 와타시가 모테나이 노와 도 간가에테모 오마에라가 와루이[*])는 타니가와 니코(谷川ニコ)가 지은 일본의 만화 작품이다. 스퀘어 에닉스의 웹코믹 사이트 “간간 온라인”에서 2011년 8월 4일 연재분부터 매월 제1, 제3주에 연재중이다. 스퀘어 에닉스 매주 신(新) 연재 프로젝트 16(1st 시즌) 제5탄 작품이다. 약칭은 와타모테(わたモテ), 와타시모테(私モテ). 대한민국에서는 대원씨아이가 번역, 출판하고 있다.

## 개요
고등학교 생활에 익숙해지지 못하고 고독하게 지내고 있는 “모조(사교성이 부족하고 연애 경험이 없는 여성)” 여고생의 일상과 그녀가 타인과 소통하려하는 애처로운 분투기를 코믹하게 그려낸 작품이다. 각 화는 “喪(상)+아라비아 숫자”로 카운트되며 서브 타이틀은 모두 “인기 없고(モテないし-)”로 시작한다. 단행본 제1권은 “간간 온라인” 역사상 최고 스피드로 10만부를 돌파했다. 단행본 2권이 발매될 때에 같은 잡지에 게재되던 《남자 고교생의 일상》 등과 같이 “고교생의 일상 캠페인”을 실시했다.
해외 인터넷 게시판 4chan에서 히트하여 일본어권 인터넷에 그 인기가 역수입되는 형태로 입소문이 입소문을 더해가며 평판이 높아졌다. 그리하여 일반인에게도 “공감할 수 있다”, “재미있지만 애처롭다” 등 반향을 불러 일으켰다, 2013년 6월 시점에 단행본 판매 누계 150 만부를 돌파해 베스트 셀러가 되었다.
작가 타니가와 니코(谷川ニコ, 2인조)는 외국 팬들로부터 달린 트위터 메시지 중에 “(어떤 나라라도)모두 같아요”라 써있던 것이 인상적이었다고 말한다. 이에 따라 단행본 1권의 표지의 띠에는 ”해외의 2채널 같은 게시판에서 대인기!”라고 적히게 되었다.
코믹 나탈리 주최의 현역 만화 편집자가 선출하는 “제1회 만화 가을 100”에서 2위를 획득. “오토요메가타리” (모리 카오루 작품), 《3월의 라이온》(우미노 치카 작품)을 뛰어넘는 득표수를 기록했다. 투표한 편집자로부터 “지금 중학생의 기분을 적절히 표현해 맛있다고 생각한다. (중략)” 등 코멘트를 받았다.
2012년 12월에 TV애니메이션화가 발표되었으며 2013년 7월 8일부터 방송했다. 애니플러스에서도 2013년 7월부터 일본과 동시방영을 시행하였다.

## 줄거리
"쿠로키 토모코는 모조이다."(모조: 교제 경험 제로, 고백 받아본 경험 제로인 인기 없는 여자를 뜻하는 일본 신조어) 여고생이 되면 인기가 폭발하게 될 것이라고 생각하던 시기가 쿠로키 토모코에게도 있었다. 그러나 입학 후 2개월지 지나도록 남자친구는 켜녕 반 친구들과 제대로된 대화조차도 나누지 못하자 위기를 느낀 토모코가 드디어 행동을 개시했다. 그러나 낯가림이 있어서 다른 사람과의 의사소통 능력이 약했기 때문에 일단 가족 이외의 사람들과 대화를 나누는 것부터 시작하기로 하였다. 이 이야기는 "인기 없는 여고생"이 "인기 있는 여고생"이 되기 위해 엉뚱한 곳을 파고드는 노력과 허무한 분투를 거듭해 가는 이야기다.

## 등장인물
쿠로키 토모코(일본어: 黒木智子 구로키 도모코[*]) / 모콧치(もこっち)
성우 - 킷타 이즈미(일본어: 橘田いずみ 깃타 이즈미[*]) / 이지현
주인공. 중학교 시절에 눈에 띄지 않던 아이였는데, 여고생이 되기만 하면 자연스럽게 인기가 많아질 것이라고 믿고 있었던 인기 없는 오타쿠 소녀(주인공이 오타쿠이기 때문에 본 애니메이션 속에는 다른 작품의 패러디가 계속 등장하고는 한다). 가족 관계는 아버지와 어머니, 그리고 남동생으로 구성된 4인 가족이다. 하라주쿠 교육 학원 마쿠하리 슈우에이 고등학교(통칭: 하라마쿠) 1학년 10반 소속. 뒤틀린 성격으로 멋대로 생각해버리는 경향이 심해 망상을 하는 일도 많으며, 마음 속으로 과격한 발언을 반복하는 일이 잦다. 또한 극도의 낯가림과 자의식과잉(자신이 타인에게 어떻게 보여지는지에 지나치게 신경써 타인 앞에서 긴장 등을 일으킴)하는 경향이 있으며, 주변을 향한 질투와 열등감이 원인으로 작용해 가족 등 소수의 사람들을 제외하고는 편하게 대화할 수 없다. 그 때문에 학교에서 그녀의 존재감은 거의 없다. 그러나 그녀가 절대적으로 고독하다는 소리는 아니다. 중학교 시절의 친구인 “유우짱”이 있다. 또한 이러한 상황을 개선하고자 본인 나름대로 노력하고는 있지만 대부분 예상해서 세웠던 계획이 틀어지는 등 실패를 계속하고 있다. 남자친구, 동성 친구가 있는 여성을 보면 질투하며 마음 속으로 “위기다”라고 부른다. 운동은 별로이나 유우짱이 말하길 공부는 잘한다.
생김새는 절대 나쁘지 않다. 그러나 머리카락이 더부룩하게 자라있고 패션에 신경도 쓰지 않고 있기에 남의 이목을 끌지 못한다. 작은 체구로 가슴이 작은 속칭 빈유 캐릭터이다. 긴 머리카락 탓에 오른쪽 눈을 감추는 일이 잦다. 밤 늦게까지 딴 짓을 해 눈 밑에 항상 다크서클이 있고 건강에 주의를 기울이지 않는 것과 스트레스 등으로 눈동자가 혼탁하다. 휴일 등 쉬는 날에는 대부분 집 안에 틀어박혀 애니메이션 감상을 하거나 인터넷, 혹은 오토메 게임 등을 탐닉하기는 하지만, BL에는 그다지 흥미가 없어 야오녀는 아니다. 리듬 게임의 달인 레벨로 통달해 있으며 근처 구멍가게에서 애들로부터 카드 게임의 “퀸”으로 불리고 있으나 실제로는 카드 게임에서 속임수를 쓰고 있다.
태어날 때부터 타인과의 커뮤니케이션 능력이 낮았던 것은 아니다. 본인이 말하길 초등학교 4학년 정도까지는 평범하게 다른 사람과 대화를 하곤 했다고 한다. 또한 동생 토모키가 쓴 작문 등을 보면 어린 시절에는 어려움에 처한 토모키를 도와는 등 누나다운 모습을 보였었다.
주인공의 말과 행동에는 작가의 실제 체험담이나 그때 당시의 심경 등이 많이 반영되어 있다고 한다. 당초에는 “귀엽지 않고, 키도 크며, 삼백안(三白眼, 눈동자에서 홍체가 작고 흰자가 넓은 눈)에 가슴도 없는” 모습으로 할 생각이었으나 편집부에서 “좀 더 귀엽게 해달라”라는 말을 듣게 되어 지금의 모습이 되었으나 눈 밑의 다크서클만은 당초 컨셉 그대로 남겼다.
쿠로키 토모키(일본어: 黒木智貴 구로키 도모키[*])
성우 - 나카무라 유이치(일본어: 中村悠一)
토모코의 남동생. 중학생(후에 누나와 같은 하라마쿠 고등학교로 진학). 중학교 2학년부터 축구부 주전으로 활동하였다. 축구 포지션은 포워드. 누나와 닮아 험상궂은 눈을 하고 있으나 친구도 많고 상식적인 보통 소년이다. 누나의 이상한 언동과 생트집 때문에 매일 피해 받기에 귀찮아하고 있다. 그러나 아무리 이상한 언동을 보여도 누나를 절대 외면하지는 않는 마음 따뜻한 면도 가지고 있다. 본인은 잊어버리고 있지만 어린 시절에는 누나 토모코를 가장 좋아했다.
나루세 유우(일본어: 成瀬優 나루세 유[*]) / 유우짱(ゆうちゃん)
성우 - 하나자와 카나(일본어: 花澤香菜) / 임화영
토모코의 중학교 시절 동급생이자 유일한 친구. 그녀가 중학교 시절 학교에서 급식 그룹을 만들 때에 누구와도 조가 되지 못하고 있을 때, 토모코가 말을 걸어준 것을 계기로 친해지게 되었다. 그 후 서로가 같은 취미를 가지고 있었기에 친한 친구가 될 수 있었다. 그러나 토모코가 유우에게 말을 건 진짜 이유는 유우가 “약해 보여서 주도권을 가질 수 있을 것 같았기 때문”이었으며, 실제로 당시에 토모코는 마음 속으로 유우를 “약해 보이는 안경”으로 취급하고 있었다. 유우짱은 토모코를 “모콧치”로 부른다. 토모코 만큼 성적이 좋지는 않았기에 다른 고등학교로 진학했다. 그녀는 중학교 시절 멋 없는 오타쿠에 안경을 쓰고 있었으나 “고등학교 데뷰”에 성공해서 마치 다른 사람처럼 멋지게 꾸민 여고생이 되어 있었다. 안경도 콘택트 렌즈로 바꾸었고 남자 친구도 생겼다. 토모코가 우정에 있어서 약간 비뚤어져 있는 것과 다르게 그녀는 “토모코가 말을 걸어줘서 정말 기뻤어”라고 말하곤 하는 점, 그리고 학교 축제날에 토모코를 껴안는 등 토모코를 정말 마음 속 깊이 친구로 여기고 있음을 작품을 통해서 엿볼 수 있다.
작가는 원래 토모코에게 친구를 만들어줄 예정이 없었으나 편집부로부터 “친구가 한명도 없는 건 불쌍하다”라는 이야기를 듣게 된 것을 계기로 등장시키게 되었다고 한다.
키이짱
토모코의 사촌 동생. 중학교 1학년. 토모코가 허풍을 치며 ”남자 친구 있어!”라고 말하자 그것을 믿으며 존경하고 있다. 그러나 그 후에 토모코의 참혹한 현실을 알게 되고는 보는 눈이 커다랗게 바뀐다.
토모코의 어머니
성우 - 하야미즈 리사(일본어: 早水リサ) / 미연
토모코·토모키의 어머니로 전업주부. 때로는 토모코의 기이한 행동을 목격해 딸의 장래를 걱정하고 있다. 따뜻한 성격이지만 토모코가 문제를 일으켜 반성하는 태도를 보이지 않으면 용서 없이 꾸짖는다.
토모코의 아버지
토모코, 토모키의 아버지. 몇 컷 등장하지 않으며 맨 얼굴이라던지 직업이 뭔지는 아직 밝혀지지 않았다.
이마에 메구미(일본어: 今江恵美)
토모코보다 1학년 높은 선배. 축제(文化祭) 준비를 돕던 토모코에게 말을 걸고, 또 축제 당일에도 토모코에게 스스럼없이 말을 걸었으나 토모코는 횡설수설하며 달아나고 만다. 그 후로도 이따금 토모코를 신경쓰는 모습을 볼 수 있다.
네모토 히사(일본어: 根元陽菜)
성우 – 쿠로세 유우코(일본어: 黒瀬ゆうこ 구로세 유코[*]) / 권인지
토모코와 같은 반. 2학년이 되었을 때도 토모코와 같은 반이 되자 토모코에게 처음으로 말을 걸어 왔다. “쿠로키씨의 상태”에 관해 책임감을 느끼기 때문인지 토모코에게 인사를 해준다.
오기노(일본어: 荻野)
토모코의 2년차 담임 여교사. 담당 과목은 체육이며 토모코가 친구가 없다는 것을 문제 삼으며 프레셔를 가한다.

## 서지 정보
- 타니가와 니코(谷川ニコ) “내가 인기 없는 건 아무리 생각해도 너희들이 나빠!“ 스퀘어 에닉스 <<GANGAN COMICS ONLINE>>, 기간 출판물 24권(2023년 5월 11일 현재)
  1. 2012년 1월 21일 발행(같은 날 발매[12]), ISBN 978-4-7575-3480-3
  2. 2012년 5월 22일 발행(같은 날 발매[12]), ISBN 978-4-7575-3597-8
  3. 2012년 12월 22일 발행(같은 날 발매[12]), ISBN 978-4-7575-3818-4
  4. 2013년 6월 22일 발행(같은 날 발매[12]), ISBN 978-4-7575-3980-8
  5. 2013년 9월 21일 발행(같은 날 발매[13]), ISBN 978-4-7575-4064-4
  6. 2014년 3월 22일 발행(같은 날 발매[14]), ISBN 978-4-7575-4025-5
    - 『ねんどろいどぷち付き初回限定特装版』 同日発売[15], ISBN 978-4-7575-4024-8

  7. 2014년 10월 22일 발행(같은 날 발매[16]), ISBN 978-4-7575-4121-4
    - 오리지널 애니메이션 DVD 첨부 초회 한정 스페셜 에디션 같은 날 발매[17], ISBN 978-4-7575-4122-1

  8. 2015년 8월 22일 발행(같은 날 발매[18]), ISBN 978-4-7575-4713-1
  9. 2016년 3월 22일 발행(같은 날 발매[19]), ISBN 978-4-7575-4911-1
  10. 2016년 10월 22일 발행(같은 날 발매[20]), ISBN 978-4-7575-5125-1
  11. 2017년 3월 22일 발행(같은 날 발매[21]), ISBN 978-4-7575-5277-7
  12. 2018년 2월 22일 발행(같은 날 발매[22]), ISBN 978-4-7575-5624-9
  13. 2018년 7월 21일 발행(같은 날 발매[23]), ISBN 978-4-7575-5777-2
  14. 2019년 1월 22일 발행(같은 날 발매[24]), ISBN 978-4-7575-5976-9
  15. 2019년 5월 11일 발행(같은 날 발매[25]), ISBN 978-4-7575-6119-9
  16. 2019년 11월 12일 발행(같은 날 발매[26]), ISBN 978-4-7575-6378-0
  17. 2020년 3월 12일 발행(같은 날 발매[27]), ISBN 978-4-7575-6553-1
  18. 2020년 7월 10일 발행(같은 날 발매[28]), ISBN 978-4-7575-6665-1
    - 소책자 첨부 특별판 같은 날 발매[29], ISBN 978-4-7575-6666-8

  19. 2021년 2월 12일 발행(같은 날 발매[30]), ISBN 978-4-7575-7091-7
  20. 2021년 9월 10일 발행(같은 날 발매[31]), ISBN 978-4-7575-7232-4
    - 소책자 첨부 특별판 같은 날 발매[32], ISBN 978-4-7575-7280-5

  21. 2022년 3월 11일 발행(같은 날 발매[33]), ISBN 978-4-7575-7810-4
  22. 2022년 10월 12일 발행(같은 날 발매[34]), ISBN 978-4-7575-8200-2
  23. 2023년 5월 11일 발행(같은 날 발매[35]), ISBN 978-4-7575-8572-0
  24. 2023년 5월 11일 발행(같은 날 발매[36]), ISBN 978-4-7575-8900-1

  - 매회, 덤으로 책 맨 끝에 새롭게 그려진 단행복 특전이 수록되어 있다.
- “내가 인기 없는 건 아무리 생각해도 너희들이 나빠! 앤솔러지(anthology)” 스퀘어 에닉스 << GANGAN COMICS ONLINE>>
  1. 2013년 6월 22일 발행(2013년 6월 22일 발매[12]), ISBN 978-4-7575-3981-5

## TV 애니메이션
2013년 7월부터 9월까지 TV 도쿄 등을 통해 방송되었다.

### 스태프
- 원작 - 타니가와 니코（제작 ”GANGAN ONLINE” 스퀘어 에닉스 간행）
- 감독 - 오오누마 신
- 시리즈 구성 - 요시오카 카타오
- 캐릭터 디자인·총작화 감독 - 후루카와 히데키
- 미술 감독 - 모리오 마키
- 색체 설계 - 키바타 미유키
- 촬영 감독 - 이와이 카즈야
- 3D 감독 - 하마무라 토시로
- 편짐 - 츠보네 켄타로
- 음향 감독 - 모토야마 사토시
- 음악 - Sadesper Record
- 음악 제작 - 미디어팩토리
- 프로듀서 - 이토 마코토, 와타나베 아이미, 카네코 하야토, 타나카 토시아키, 文宣恵, 야마다 카호, 이시즈카 마사토시, 아이타니 아츠시
- 애니메이션 프로듀서 - 나카가와 지로
- 애니메이션 제작 - SILVER LINK.
- 제작 – 와타모테 제작 위원회(미디어팩토리, AT-X, SILVER LINK. TV 도쿄 미디어넷, 부시로드, GOOD SMILE COMPANY, 소니 뮤직 커뮤니케이션즈, DAX International, 일본 나레이션 연기 연구소)

### 주제가
오프닝 테마
〈내가 인기 없는 건 아무리 생각해도 너희들이 나빠〉
작사, 작곡, 편곡 – 키바 오브 아키바/ 노래 - 스즈키 코노미(鈴木このみ) n' 키바 오브 아키바
엔딩 테마
〈아무리 생각해도 나는 나쁘지 않아〉(제1화, 제3화)
작사 - 하타 아키 / 작곡 - 福本公四郎 / 편곡 – 미토(ミト) / 노래 – 쿠로키 토모코(黒木智子) 킷타 이즈미(橘田いずみ)
〈망상연가(夢想恋歌)〉(제2화)
작사 - 南野Emily / 작곡 - DJ-SHU / 편곡 - 村井大 / 노래 - Velvet.kodhy
〈夜のとばりよ さようなら〉(제5화)
작사 - mildsalt / 작곡 - 후쿠모토 코시로 / 편곡 - 야스오카 요이치 / 노래 - Velvet.kodhy
〈夏祭り〉(제6화)
작사·작곡 - 하시 지타 / 편곡 - 우츠P & 미나츠 토카
가창은 보컬로이드 하츠네 미쿠를 사용.
〈そこらの着ぐるみの風船と私〉(제11화)
작사·작곡·편곡 - 야마자키 신고 / 노래 - Velvet.kodhyとVelvet.kodhyとμとμ
삽입곡
〈日常キラリ〉(제10화)
작사 - 미나미노 Emily / 작곡·편곡 - 카타야마 슈지 / 노래 - REMI
〈Fly to dark〉(제12화)
작사 - 야마모토 사에코 / 작곡·편곡 - 코지마 미노리 / 노래 - 오다 유우

### 각 화 리스트
| 화수 | 제목                                                           | 각본              | 그림 콘티         | 연출              | 작화 감독                                                   | 방송일         |
| ---- | -------------------------------------------------------------- | ----------------- | ----------------- | ----------------- | ----------------------------------------------------------- | -------------- |
| 喪1  | モテないし、ちょっとイメチェンするわ 인기도 없고 조금 변해볼까 | 요시오카 타카오   | 오오누마 신       | 오오누마 신       | 후루카와 히데키 쿠스모토 유코 타카하라 슈지 하세가와 미치오 | 2013년 7월 9일 |
| 喪2  | モテないし、昔の友達に会う 인기도 없고 옛날 친구나 만나볼까    | 히라바야시 사와코 | 진보 마사토       | 진보 마사토       | 하세가와 미치오 혼다 타츠오                                 | 7월 16일       |
| 喪3  | モテないし、悪天候 인기도 없고 악천후                          | 세키네 아유미     | 타마무라 진       | 타마무라 진       | 핫토리 켄지 테라오 켄지                                     | 7월 23일       |
| 喪4  | モテないし、ちょっといい夢見るわ 인기도 없고 좋은 꿈이나 꿀까  | 이카미 타카요     | 토쿠모토 요시노부 | 토쿠모토 요시노부 | 사이토 케이코                                               | 7월 30일       |
| 喪5  | モテないし、スキルアップしてみる 인기도 없고 스킬업 할까       | 이카미 타카요     | 니시타 마사요시   | 이와모토 야스오   | 미야지마 히토시 金子国邦                                    | 8월 6일        |
| 喪6  | モテないし、花火に行く 인기도 없고 불꽃놀이 간다               | 세키네 아유미     | 나가오카 치카     | 나가오카 치카     | 오가와 이치로 카츠마타 히로시                               | 8월 13일       |
| 喪7  | モテないし、夏休みを満喫する 인기도 없고 여름방학을 만끽하다   | 세키네 아유미     | 코시바 준야       | 코시바 준야       | 타케모리 유카 하세가와 미치오                               | 8월 20일       |
| 喪8  | モテないし、見栄をはる 인기도 없고 허세 부리다                 | 히라바야시 사와코 | 타마무라 진       | 타마무라 진       | 오오시마 미와 혼다 타츠오 핫토리 켄지                       | 8월 27일       |
| 喪9  | モテないし、夏が終わる 인기도 없고 여름이 끝나다               | 이카미 타카요     | 토쿠모토 요시노부 | 토쿠모토 요시노부 | 사이토 케이코                                               | 9월 3일        |
| 喪10 | モテないし、二学期が始まる 인기도 없고 2학기가 시작되다        | 요시오카 타카오   | 니시타 마사요시   | 토쿠모토 요시노부 | 쿠루베 히로코                                               | 9월 10일       |
| 喪11 | モテないし、文化祭に参加する 인기도 없고 학교축제에 참가하다   | 요시오카 타카오   | 나가오카 치카     | 나가오카 치카     | 타케모리 유카 오가와 이치로 핫토리 켄지                     | 9월 17일       |
| 喪12 | モテないし、将来を考える 인기도 없고 장래를 생각하다           | 요시오카 타카오   | 진보 마사토       | 진보 마사토       | 후루카와 히데키 하세가와 미치오 혼다 타츠오                 | 9월 24일       |

### 일본 방송국
| 방송지역    | 방송국          | 방송기간          | 방송일시             | 방송계열                         | 비고                                   |
| ----------- | --------------- | ----------------- | -------------------- | -------------------------------- | -------------------------------------- |
| 관동 광역권 | TV 도쿄         | 2013년 7월 8일 -  | 월요일 26:05 - 26:35 | TXN(TV 도쿄계열)                 |                                        |
| 전국 방송   | AT-X            | 2013년 7월 9일 -  | 화요일 23:00 - 23:30 | 애니메이션 전문 채널 일람 CS방송 | 제작 위원회 참가 재방송 있음           |
| 아이치현    | TV 아이치       | 2013년 7월 9일 -  | 화요일 26:35 - 27:05 | TV 도쿄 계열                     |                                        |
| 오사카부    | TV 오사카       | 2013년 7월 12일 - | 금요일 26:40 - 27:10 | TV 도쿄 계열                     |                                        |
| 일본 전역   | 니코니코 생방송 | 2013년 7월 13일 - | 토요일 24:30 - 25:00 | 인터넷 텔레비전                  |                                        |
| 일본 전역   | 니코니코 채널   | 2013년 7월 13일 - | 토요일 25:00 갱신    | 인터넷 텔레비전                  | 최신화 1주일 간 무료 제1화는 항상 무료 |
| 일본 전역   | 반다이 채널     | 2013년 7월 19일 - | 금요일 24:00 갱신    | 인터넷 텔레비전                  |                                        |
| 구마모토현  | 구마모토 방송   | 2013년 8월 4일 -  | 일요일 25:50 - 26:20 | Japan News Network(TBS계열)      |                                        |

### Blu-ray / DVD
| 권 | 발매일               | 수록화          | 규격품번  | 규격품번  |
| 권 | 발매일               | 수록화          | BD        | DVD       |
| -- | -------------------- | --------------- | --------- | --------- |
| 1  | 2013년 10월 2일 예정 | 제1화 – 제2화   | ZMXZ-8861 | ZMBZ-8871 |
| 2  | 2013년 11월 6일 예정 | 제3화 – 제4화   | ZMXZ-8862 | ZMBZ-8872 |
| 3  | 2013년 12월 4일 예정 | 제5화 – 제6화   | ZMXZ-8863 | ZMBZ-8873 |
| 4  | 2014년 1월 8일 예정  | 제7화 – 제8화   | ZMXZ-8864 | ZMBZ-8874 |
| 5  | 2014년 2월 5일 예정  | 제9화 – 제10화  | ZMXZ-8865 | ZMBZ-8875 |
| 6  | 2014년 3월 5일 예정  | 제11화 – 제12화 | ZMXZ-8866 | ZMBZ-8876 |

### Web 라디오
와타모테 RADIO는 2013년 7월 16일부터 히비키 라디오 스테이션에서 중계하는 Web라디오 방송. 매주 화요일 갱신. 명사에는 쿠로키 토모코 역의 킷타 이즈미(橘田いずみ).

### 내용주
1. ↑  ”간간 온라인 소믈리에”의 앙케이트 투표에서 결정되었다
2. ↑  35화에서 학교 이름이 등장.

### 참조주
1. ↑  간간 온라인 (2011년 8월 18일). “ganganonline: 매주 신 연재 프로젝트 16 제3탄에 “반 친구…”. 트위터. 2013년 6월 6일에 확인함.
2. ↑  타니가와 니코. “내가 인기 없는 건 아무리 생각해도 너희들 탓이야!”. 2014년 7월 14일에 확인함.[깨진 링크(과거 내용 찾기)]
3. ↑  “간간 온라인 소믈리에”. 《간간 온라인》. 스퀘어 에닉스. 2012년 5월 17일. 2012년 10월 5일에 원본 문서에서 보존된 문서. 2012년 10월 14일에 확인함.
4. ↑  타카하시 후미히코(高橋史彦) (2012년 6월 27일). “40만부 히트: 모죠가 구경을 넘어 4chan 사람들에게 사랑받는 만화 “내가 인기 없는 건 아무리 생각해도 너희들이 나빠!”(1/3)”. 《네토라보(ねとらぼ)》. ITmedia. 2012년 9월 9일에 확인함.
5. ↑  《다빈치(일본 문예지)》 (MEDIA FACTORY,INC.(일본 출판사)) (221호(2012년 9월호)). 2012년 8월 6일. |제목=이(가) 없거나 비었음 (도움말)
6. ↑  ”월간 간간 JOKER” 2013년 7월호, 스퀘어 에닉스, 11하
7. ↑  타카하시 후미히코(高橋史彦) (2012년 6월 27일). “40만부 히트: 모죠가 구경을 넘어 4chan 사람들에게 사랑받는 만화 “내가 인기 없는 건 아무리 생각해도 너희들이 나빠!”(3/3)”. 《네토라보(ねとらぼ)》. ITmedia. 2012년 9월 9일에 확인함.
8. ↑  “코믹 나타리 presents 현역 맨화 편집자 176명이 1년의 반환점 가을에 선출한다. 이 1년 동안 자극 받은 만화 Best100. 줄여서 제1회 “만화 가을 100” 공식 사이트”. 《일본 뉴스 사이트 나타리》. 나타샤(일본 회사). 2012년 10월 16일에 원본 문서에서 보존된 문서. 2012년 10월 13일에 확인함.
9. ↑  “”'내가 인기 없는 건 아무리 생각해도 너희들이 나빠!” 애니메이션 화”. 《코믹 나타리》. 나타샤(일본 회사). 2012년 12월 22일에 확인함.
10. ↑  내가 인기 없는 건 아무리 생각해도 너희들이 나빠!
11. 1 2  《주간 플레이보이(일본)》 (슈우에이샤(출판사)) (2013년 1월 14일호). 2012년 12월 25일. |제목=이(가) 없거나 비었음 (도움말)
12. 1 2 3 4 5  “GANGAN COMICS ONLINE 일람”. 스퀘어 에닉스. 2012년 10월 11일에 원본 문서에서 보존된 문서. 2013년 7월 14일에 확인함.
13. ↑  “私がモテないのはどう考えてもお前らが悪い! 5巻”. スクウェア・エニックス. 2016년 3월 22일에 확인함.
14. ↑  “私がモテないのはどう考えてもお前らが悪い! 6巻”. スクウェア・エニックス. 2016년 3월 22일에 확인함.
15. ↑  “私がモテないのはどう考えてもお前らが悪い! 6巻 初回限定特装版”. スクウェア・エニックス. 2021년 9월 10일에 확인함.
16. ↑  “私がモテないのはどう考えてもお前らが悪い! 7巻”. スクウェア・エニックス. 2016년 3월 22일에 확인함.
17. ↑  “私がモテないのはどう考えてもお前らが悪い！ 7　初回限定特装版　オリジナルアニメ「喪13」DVD付き”. スクウェア・エニックス. 2021년 9월 10일에 확인함.
18. ↑  “私がモテないのはどう考えてもお前らが悪い! 8巻”. スクウェア・エニックス. 2016년 3월 22일에 확인함.
19. ↑  “私がモテないのはどう考えてもお前らが悪い! 9巻”. スクウェア・エニックス. 2016년 3월 22일에 확인함.
20. ↑  “私がモテないのはどう考えてもお前らが悪い! 10巻”. スクウェア・エニックス. 2016년 10월 22일에 확인함.
21. ↑  “私がモテないのはどう考えてもお前らが悪い! 11巻”. スクウェア・エニックス. 2017년 3월 22일에 확인함.
22. ↑  “私がモテないのはどう考えてもお前らが悪い! 12巻”. スクウェア・エニックス. 2018년 2월 22일에 확인함.
23. ↑  “私がモテないのはどう考えてもお前らが悪い! 13巻”. スクウェア・エニックス. 2018년 7월 21일에 확인함.
24. ↑  “私がモテないのはどう考えてもお前らが悪い! 14巻”. スクウェア・エニックス. 2019년 1월 22일에 확인함.
25. ↑  “私がモテないのはどう考えてもお前らが悪い! 15巻”. スクウェア・エニックス. 2019년 5월 11일에 확인함.
26. ↑  “私がモテないのはどう考えてもお前らが悪い! 16巻”. スクウェア・エニックス. 2019년 11월 12일에 확인함.
27. ↑  “私がモテないのはどう考えてもお前らが悪い! 17巻”. スクウェア・エニックス. 2020년 3월 12일에 확인함.
28. ↑  “私がモテないのはどう考えてもお前らが悪い! 18巻”. スクウェア・エニックス. 2020년 7월 10일에 확인함.
29. ↑  “私がモテないのはどう考えてもお前らが悪い！ 18巻　小冊子付き特装版”. スクウェア・エニックス. 2021년 9월 10일에 확인함.
30. ↑  “私がモテないのはどう考えてもお前らが悪い! 19巻”. スクウェア・エニックス. 2021년 2월 12일에 확인함.
31. ↑  “私がモテないのはどう考えてもお前らが悪い! 20巻”. スクウェア・エニックス. 2021년 9월 10일에 확인함.
32. ↑  “私がモテないのはどう考えてもお前らが悪い！ 20巻　小冊子付き特装版”. スクウェア・エニックス. 2021년 9월 10일에 확인함.
33. ↑  “私がモテないのはどう考えてもお前らが悪い! 21巻”. スクウェア・エニックス. 2022년 3월 12일에 확인함.
34. ↑  “私がモテないのはどう考えてもお前らが悪い! 22巻”. スクウェア・エニックス. 2022년 10월 12일에 확인함.
35. ↑  “私がモテないのはどう考えてもお前らが悪い! 23巻”. スクウェア・エニックス. 2023년 5월 11일에 확인함.
36. ↑  “私がモテないのはどう考えてもお前らが悪い! 24巻”. スクウェア・エニックス. 2023년 11월 10일에 확인함.